# Ludovik Orban
Ludovik Orban (Brasov, 25. svibnja 1963.) je rumunjski političar i inženjer, koji je obnašao dužnost predsjednika Nacionalno-liberalne stranke (17. lipnja 2017. – 25. rujna 2021.). Bio je premijer Rumunjske od 4. studenog 2019. do 7. prosinca 2020. (u vladama Orban 1 i Orban 2). Između travnja 2007. i prosinca 2008. bio je ministar prometa u Vladi Tariceanu.

## Životopis
Ludovic Orban rođen je 25. svibnja 1963. u Brașovu, u multietničkoj obitelji. Otac mu je bivši časnik sigurnosti, mađarske nacionalnosti (Imre Orbán), a majka Rumunjka. Ludovic Orban je mlađi brat Leonarda Orbana, bivšeg europskog povjerenika za višejezičnost i bivšeg ministra europskih poslova.
Nakon završenog srednjeg obrazovanja u Srednjoj školi "Andrei Șaguna" u Brașovu (1981.), diplomirao je na Tehnološkom fakultetu strojogradnje Sveučilišta u Brașovu (1988.) i poslijediplomskom studiju na Fakultetu političkih znanosti u okviru Nacionalne škole Politički i upravni studiji (1993). Zatim je radio kao inženjer pripravnik u izolatoru Târgu Secuiesc (1988. – 1990.), inženjer tehnologije u Tractorul Brasov (1990. – 1991.) i urednik u dnevnom listu Viitorul Românesc (1991. – 1992.).